# Менендес, Мануэль
Мануэль Мененндес-и-Горосабель (исп. Manuel Menéndez y Gorozabel; 1793, Лима — 2 мая 1847, там же) — перуанский государственный и политический деятель, несколько раз возглавлявший исполнительную власть Перу, как исполняющий обязанности президента (с 10 августа по 11 августа 1844 (2-й раз), с 7 октября 1844 по 20 апреля 1845 (3-й раз)). Первый раз возглавлял Перу с 18 ноября 1841 по 16 августа 1842, после гибели Августина Гамарры, вёл переговоры о заключении мира с Боливией.